# Jemeck
Jemeck (rusky Емецк) je vesnice (do roku 1925 město  ) v cholmogorském okrese v Archangelské oblasti v Rusku.
Obec se nachází na levém břehu řeky Jomca. Obcí prochází federální silnice M8 spojující Archangelsk s Moskvou.

## Dějiny

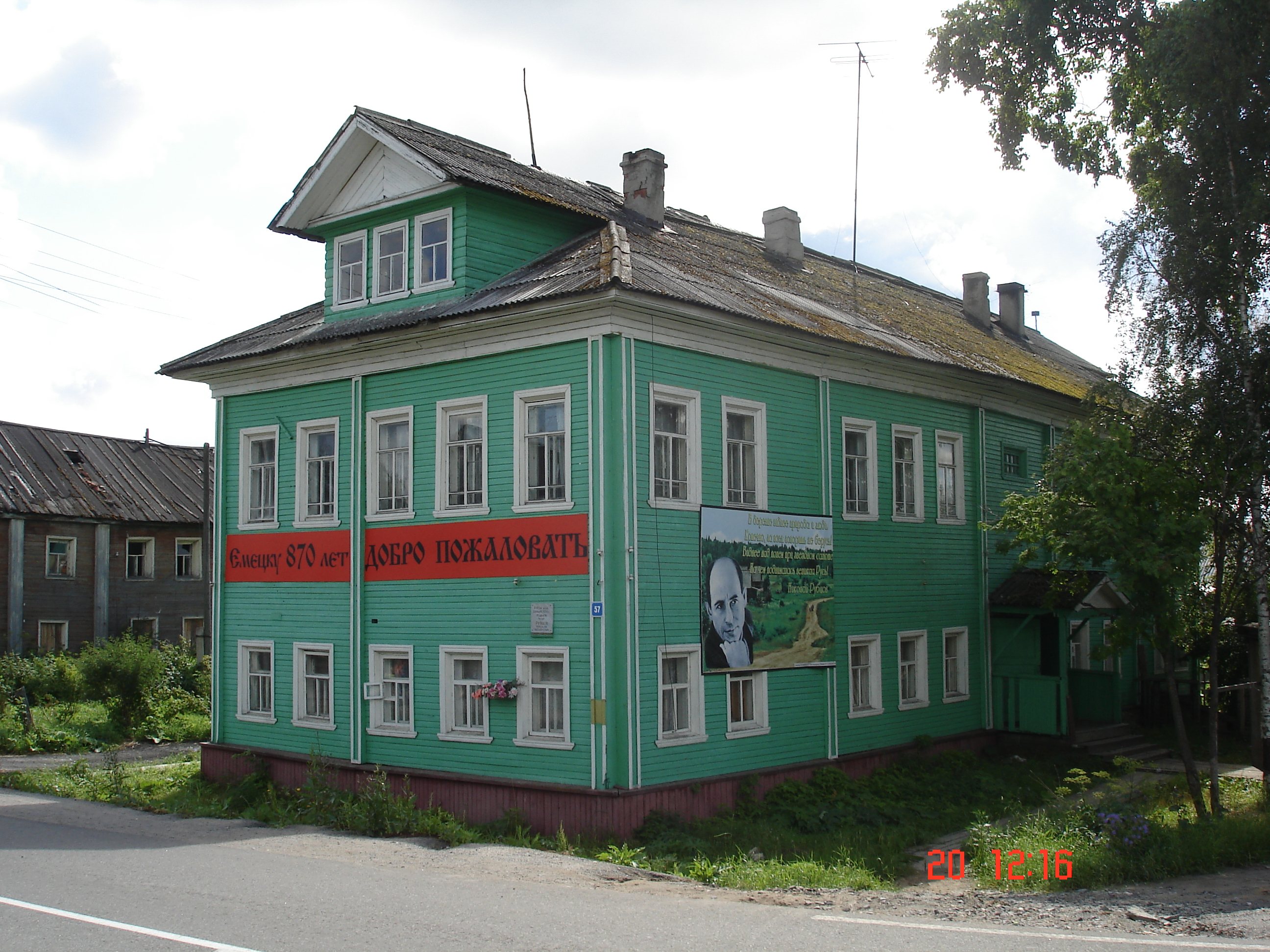
Rodný dům Nikolaje Rubcova v Jemecku.

Nejstarší písemná zmínka o osadě Jemeck je z roku 1137. V 18. století byl Jemeck jedním ze správních středisek Archangelské gubernie.
Roku 1894 zde žilo 2 146 obyvatel.
V letech 1922-1925 byl Jemeck okresním městem jemeckého okresu a spadalo pod něj i město Cholmogory. V letech 1925-1929 patřil Jemeck pod okres Archangelsk. V letech 1929-1959 byl Jemeck správním střediskem jemeckého regionu.
Dne 15. srpna 1965 bylo v Jemecku otevřeno muzeum místní historie. Od roku 1993 se v obci pořádá tzv. Rubcovské čtení.
Od roku 2010 se v obci každoročně pořádá hudební a literární festival "Pod Rubcovskou hvězdou".

## Obyvatelstvo
V roce 2012 žilo v obci 1 380 občanů, převážná většina z nich Rusové. 548 vesničanů bylo již v důchodu. Nejvíce obyvatel žilo v obci roku 1959 - 4 806 lidí.

## Významní rodáci
- Obec je známá jako rodiště ruského básníka Nikolaje Michajloviče Rubcova
- Ve vesnici se narodil, vyrostl a stal se frontovým vojákem a umělcem Nikolaj Ivanovič Kisljakov.